# Frälsegårdens naturreservat

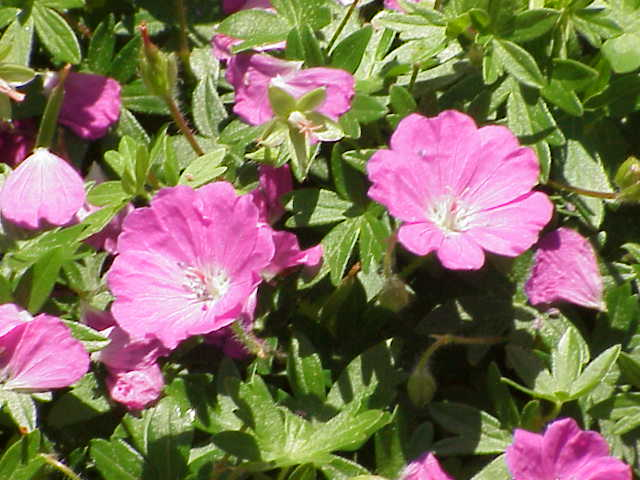
Blodnäva

Frälsegården är ett naturreservat i Ulricehamns kommun i Västra Götalands län.
Reservatet ligger norr om Ulricehamn, omedelbart söder om Kölaby kyrka. Det är skyddat sedan 1984 och omfattar 5 hektar. Det består av åsryggar och kullar med torrängsväxter. 
Där söder om Trädet framträder Ulricehamnsåsen tydligt, som åsryggar och kullar. Dessa är uppbyggda av sten och grus med ett visst kalkinnehåll. Området har länge betats och är till stor del bevuxet med enbuskar och har en artrik torrängsflora. Dessa är till exempel trollsmultron, backsippa, jungfrulin, blodnäva, backklöver, backtimjan, smalbladig lungört och backsmultron.
Inom området finns bland annat två gravfält, det största bestående av tio högar, sjuttioen runda stensättningar, tre rektangulära stensättningar och en treudd. Vid vägen står två stora resta stenhällar som kallas  kungsstenarna. 
Området ingår i EU:s ekologiska nätverk av skyddade områden, Natura 2000 och förvaltas av Västkuststiftelsen.